# Jane Stuart, Lady Flemmingová
Janet Stewart, lady Flemingová (17. července 1502, Skotsko – 20. února 1562, Paříž), zvaná la Belle Écossaise ( francouzsky „krásná Skotka“), byla dvorní dáma u skotského dvora. Šlo o nemanželskou dcerou skotského krále Jakuba IV. Později zastávala funkci vychovatelky u její nevlastní neteře Marie, skotské královny. Janet byla krátce milenkou francouzského krále Jindřicha II., se kterým měla legitimizovaného syna: Henryho d'Angoulême .  Její dcera Mary Flemingová byla jednou ze „ čtyř Marií“ mladé královny.

## Rodina
Janet Stewart (také označovaná jako Jane, Jenny a další varianty) byla osmým známým levobočkem krále Jakuba IV. Stewarta. Mezi její nevlastní bratry patřili James Stewart, 1. hrabě z Moray ; Alexander Stewart, lord kancléř Skotska ; a James V., král Skotský, jediné přeživší legitimní dítě jejího otce.
Její matka – čtvrtá milenka krále Jakuba IV., která porodila jeho potomka – byla Isabela, dcera Jamese Stewarta, 1. hraběte z Buchanu (který nesl přezdívku „Hearty James“).  Janetini rodiče byli vzdáleně příbuzní (přesně byli poloviční sestřenicí a bratrancem z druhého kolena) a jejich společným předkem byla Joan (Johana) Beaufort, královna Skotská .

## Manželství a potomci
Janet Stewartová se provdala za Malcolma Fleminga, 3. lorda Fleminga, navzdory tomu, že byli příbuzní v rámci zakázaného stupně spřízněnosti. Narodilo se jim osm dětí:
1. Johanna (narozena 1525)
2. Janet (narozena 1527), která byla poprvé provdána za Johna, pána z Livingstonu, zabitého v bitvě u Pinkie 1547, nejstarší syn Alexandra Livingstona, 5. lorda Livingstona, a bratra Marie Livingstonové, další ze "čtyř Marií“ královny Mary.
3. Margaret Flemingová (narozená 1532), která se provdala za Roberta Grahama, pána na Montrose, s nímž měla syna Johna Grahama, 3. hraběte na Montrose; poté se znovu provdala za Thomase Erskina, pána z Erskine (byl tom mladší bratr Johna Erskina, 6. lorda Erskina), manželství bylo bezdětné; a po třetí se provdala za Johna Stewarta, 4. hraběte z Athollu, se kterým měla syna Johna Stewarta, 5. hraběte z Athollu, a tři dcery. O Margaret Flemingové se říkalo, že je čarodějkou, která má moc kouzlit. [6]
4. James Fleming, 4. lord Fleming (narozený patrně v roce 1534), a který se oženil s Barbarou Hamiltonovou. Jejich dcera Jean Flemingová (1554–1609) si vzala Johna Maitlanda z Thirlestane, mladšího bratra Williama Maitlanda z Lethingtonu, manžela jeho sestry Mary Flemingové. Jeho vnuk byl John Maitland, 1. hrabě z Lauderdale .
5. Elizabeth (narozena 1530)
6. John Fleming, 5. lord Fleming (narozen patrně v roce 1535).
7. Agnes (narozena 1535), která se provdala za Williama Livingstone, 6. lorda Livingstona
8. Mary Fleming (narozena 1543), byla jednou ze „čtyř Marií", které byly dvorními dámami skotské královnu Mary, která se provdala za Williama Maitlanda z Lethingtonu.

## Život u královského dvora
Lord Fleming byl zabit v bitvě u Pinkie v roce 1547. Následující rok, pravděpodobně kvůli svému neoficiálnímu členství v královské rodině Stuartů, byla vdova Flemingová jmenována vychovatelkou nebo ošetřovatelkou své malé nevlastní neteře Marie, skotské královny. Její vlastní dcera, Mary Flemingová, také působila v královniny domácnosti jako dvorní dáma .
V srpnu 1548 doprovodila matka s dcerou mladou královnu na cestě do Francie. Nějakou dobu čekali na hradě Dumbarton, než se ji zdařilo se nalodit na loď kotvící v Clyde. Lady Flemingová požádala kapitána Villegaignona, zda by se královna mohla vrátit na břeh a odpočinout si. Villegaignon však přísahal, že královna pojede do Francie nebo se cestou utopí.
Giovanni Ferrerio napsal Robertu Reidovi, biskupovi z Orkney, své znepokojení vzhledem nedostatečné znalosti francouzštiny nebo latiny lady Flemingové. Vzhledem k tomu, že uměla pouze plynule skotsky, pochyboval o její schopnosti sdělit francouzským lékařům jakékoli příznaky nemoci, které by viděla u Marie. Doufal, že Reid promluví s Marií de Guise, aby zajistil jmenování skotského lékaře Williama Boga.
Na francouzském královském dvoře si lady Flemingová brzy získala pozornost krále Jindřicha II. a stala se jeho milenkou. Jejich poměr vyústil v těhotenství a – buď před nebo těsně po porodu panovníkova nemanželského syna – byla Janet poslána zpět do Skotska a v úřadu vychovatelky nahrazena Marií Françoise de Paroy. Její syn, nazvaný Henri de Valois-Angoulême (1551 – červen 1586), byl oblíbeným synem krále. Byl legitimizován a stal se "velkopřevorem Francie, guvernérem Provence a admirálem Levantského moře “. 
V listopadu 1549 byl její syn James, lord Fleming, zajatý během války v Rough Wooing, vyměněný za anglického vězně Jamese Wilforda.  V říjnu 1552 popsala Janetinu situaci ve Skotsku Marie de Guise v dopise napsaném svému bratrovi, kardinálu Lotrinskému. Mluvilo se o sňatku Janet s Henry Cleutinem, vojenským poradcem Guisů. Ačkoli jedna z dcer Janet informovala Marii de Guise, že její matka si nepřeje opustit Skotsko, Marie věděla, že Janet diskutovala o odchodu ze Skotska s guvernérem, regentem Arranem, a chtěla tu zimu opět spatřit Jindřicha II. Marie de Guise řekla kardinálovi, aby ujistil Kateřinu Medičejskou, francouzskou královnu a manželku Jindřicha II., že Janet Skotsko neopustí. 
Janet byla jednou z dam, které v červnu 1560 bděly nad mrtvým tělem Marie de Guise na hradě v Edinburghu. Dámy nejprve nedostaly smuteční šaty a Janet citovala latinsky frázi z Knihy Joel anglickému diplomatovi Thomasi Randolphovi: „Scindite corda vestra, non vestimenta,“ roztrhněte své srdce, ne své šaty.  Poté Janet požádala Privy Council (Tajnou radu Skotska) o povolení opustit Skotsko se svým synem „Lordem Harym de Valoys“ dne 22. srpna 1560. Ten se potom zúčastnil Bartolomějské noci a byl zabit v souboji v roce 1586. 